# Golden Boy
Golden Boy és una pel·lícula romàntica dramàtica d'essports estatunidenca del 1939 dirigida per Rouben Mamoulian i protagonitzada per Barbara Stanwyck, Adolphe Menjou i William Holden. Es basa en l'obra del mateix títol de Clifford Odets de 1937.

## Trama
El jove i prometedor violinista Joe Bonaparte (William Holden) té dificultats econòmiques i decideix guanyar diners com a boxejador, tot i que s'arriscarà a fer-se lesions a les mans. El seu pare, el Sr. Bonaparte sènior (Lee J. Cobb), vol que el seu fill continuï desenvolupant el seu talent musical i li compra un violí car pel seu 21è aniversari. Però en Joe persuadeix l'entrenador gairebé en fallida Tom Moody (Adolph Menjou) perquè el deixi provar la boxa i guanya combat rere combat. Quan la seva consciència comença a molestar-lo i qüestiona la seva decisió d'entrar a la boxa, Lorna Moon (Barbara Stanwyck), la noia de Moody, és enviada per convèncer-lo de continuar lluitant. El gàngster Eddie Fuseli (Joseph Calleia) intenta aconseguir una part de l'acció i compra la part de Moody, convertint l'anteriorment dolç Joe en un boxejador dur de cor. Joe entra al combat de semifinals contra Chocolate Drop (James 'Cannonball' Green) decidit a guanyar, però quan noqueja el seu oponent a la segona ronda, matant-lo, tant ell com la Lorna canvien d'actitud. Es retira de la boxa i torna amb Lorna al seu pare i a la seva música.

## Repartiment
- Barbara Stanwyck com a Lorna Moon
- Adolphe Menjou com a Tom Moody
- William Holden com a Joe Bonaparte
- Lee J. Cobb com el Sr. Bonaparte
- Joseph Calleia com a Eddie Fuseli
- Sam Levene com a Siggie
- Edward Brophy com a Roxy Lewis (acreditat com a Edward S. Brophy)
- Beatrice Blinn com a Anna
- William H. Strauss com el Sr. Carpa
- Don Beddoe com a Borneo

James "Cannonball" Green interpreta Chocolate Drop, l'últim oponent de Joe, en un paper no acreditat.

## Producció
El 1938, Columbia va comprar els drets de l'obra d'Odets per 100.000 dòlars, amb la intenció de produir una pel·lícula protagonitzada per Jean Arthur i dirigida per Frank Capra. Els actors considerats per al paper de Joe Bonaparte eren John Garfield, que va interpretar a Joe a l'obra, Elia Kazan, Richard Carlson i Tyrone Power. No obstant això, el director Rouben Mamoulian va expressar interès en Holden després de veure la seva prova de pantalla, i va convèncer Columbia perquè comprés el 50 per cent del contracte de Holden a Paramount Pictures. Golden Boy va ser el primer paper protagonista de Holden i va impulsar la seva carrera.
Els productors inicialment estaven descontents amb el treball de Holden i van intentar acomiadar-lo, però Stanwyck va insistir que el mantingués. Trenta-nou anys més tard, quan Holden i Stanwyck van ser presentadors conjunts als Premis Oscar de 1978, va interrompre la lectura d'una llista de nominats per agrair-li públicament haver salvat la seva carrera. Als Premis Oscar de 1982, parlant sobre Holden, que havia mort en un accident uns mesos abans: "L'estimava molt i el trobo a faltar. Sempre va desitjar que obtingués un Oscar. I així aquesta nit, fill d'or, has aconseguit el teu desig".
El dramaturg Clifford Odets va estar disgustat pels molts canvis fets a la pel·lícula respecte a la seva obra original, en part a causa del Codi Hays i en part pel final reescrit. Mentre que l'obra va acabar amb Joe i Lorna escapant dels seus problemes i morir en un accident de cotxe, la pel·lícula es tanca amb Joe i Lorna decidint tornar junts a casa d'en Joe.
L'escena culminant de la boxa es va filmar al Madison Square Garden a Nova York.

## Elogis
La partitura de Victor Young va ser nominada a un Oscar a la Millor Banda sonora original.

## Adaptacions
El 7 de gener de 1940, Stanwyck va fer una paròdia de Golden Boy a The Jack Benny Program.
La pel·lícula de 1947 Cos i ànima era parcialment basada en Golden Boy.

## Identificació del sospitós d'assassinat
Irving "Gangy" Cohen, un dels presumptes sicaris empleats pel sindicat del crim organitzat Murder, Inc., va ser identificat pel testimoni del fiscal en cap Abraham Levine quan Levine va assistir a una projecció de Golden Boy i va veure Cohen a una de les escenes de multituds al costat del ring. Després de l'assassinat del delinqüent Walter Sage l'any 1937 als Catskills, Cohen havia fugit a Califòrnia i havia obtingut parts petites en pel·lícules. Cohen va ser portat a judici i absolt el 21 de juny de 1940.